# Nelly Wicky

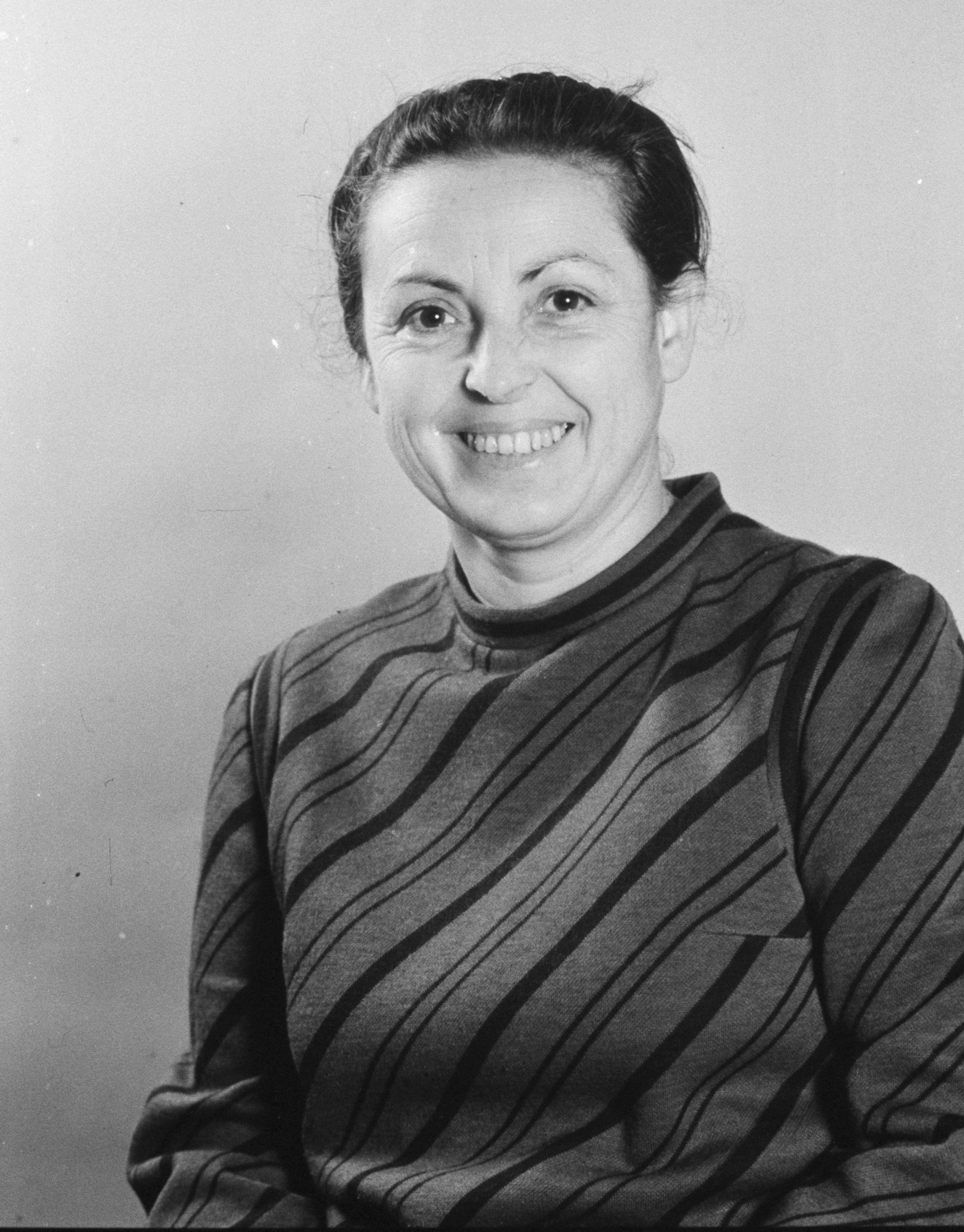
Nelly Wicki (1971)

Nelly Wicky-Rosset (* 2. März 1923 in Le Petit-Saconnex; † 27. Januar 2020 in Onex; heimatberechtigt in Genf) war eine Schweizer Politikerin (PdA) und eine der ersten Frauen, die 1971 nach Einführung des Frauenwahlrechts in den Nationalrat gewählt wurden. Sie vertrat dort die Partei der Arbeit der Schweiz des Kantons Genf. 1975 wurde sie nicht wiedergewählt, weil ihre Partei in Genf einen Sitz verlor. Von 1963 bis 1991 gehörte sie dem Munizipalrat (Stadtparlament) von Genf an. Von 1978 bis 1988 war sie Mitglied des Zentralkomitees der PdA Schweiz.
Nelly Wicky studierte Pädagogik am Institut Jean-Jacques Rousseau in Genf und war dort Schülerin Jean Piagets. 1948 verheiratete sie sich mit dem PdA-Grossrat Robert Wicky und wurde Mutter zweier Kinder. Die feministische Aktivistin war als Primarlehrerin in Meyrin und anschliessend an verschiedenen Schulen des Kantons tätig. Sie setzte sich politisch ein für das Recht auf Abtreibung, gegen die Kriminalisierung der Militärdienstverweigerer und für eine Mutterschaftsversicherung – damals noch mit sehr wenig Erfolg.
Sie starb im Januar 2020 im Alter von 96 Jahren in ihrer Altersresidenz in Onex im Kanton Genf.